# 丸全昭和運輸
丸全昭和運輸株式会社（まるぜんしょうわうんゆ 英: Maruzen Showa Unyu Co.,Ltd.）は、神奈川県横浜市中区に本社を置く総合物流企業である。
キャタピラーグループ、昭和電工、富士フイルム、JFEなどが主要荷主であり、化学品、鉄鋼などの原料、建機、機械などの産業材の物流を得意としている。
近年、日用雑貨、アパレルなど消費財の取扱いを強化している。

## 沿革
- 1931年 - 設立。
- 1961年 - 東京証券取引所二部に上場。
- 1963年 - 東京証券取引所一部に上場。
- 1971年 - 国際航空貨物取扱業務に進出。
- 1974年 - 「MARUZEN OF AMERICA , INC」（ロサンゼルス）、「丸全昭和運輸（香港）有限公司」を設立。
- 1982年 - 「引越1番」のネーミングで引越業務を開始。
- 1985年 - 北京事務所を開設。
- 1995年 - 上海事務所を設立。
- 2002年 - 昭和電工（株）の子会社「昭和物流（株）」と「昭和アルミサービス（株）」の株式を取得してグループ会社化。
- 2002年 - 京浜支店　東名横浜物流センターを竣工
- 2004年 - ライオン流通サービス（株）の子会社であるスマイルライン（株）の株式を取得し、グループ会社化する。
- 2006年 - 丸全昭和運輸（香港）有限公司の子会社、「丸全昭和運輸（廣州）国際貨運代理有限公司」を設立。
- 2006年 - ライオン流通サービス（株）の子会社である武州運輸倉庫（株）の第三者割当て増資を引き受け、グループ会社化する。
- 2007年 - 下請け代金約5,300万円を不正に減額していたとして、下請法違反で公正取引委員会から勧告を受ける。
- 2007年 - 中部支店　東海倉庫竣工。
- 2008年 - AEO制度において日本初の認定通関業者として認定を受ける。
- 2010年 - AEO特定保税承認者の認定を受ける。（輸出梱包センター）
- 2011年 - 会社創立　80周年を迎える。
- 2012年 - 現地法人である丸全昭和（香港）有限公司が、中国・重慶において長江の水運利用を目的とした、合弁会社　重慶丸全浩航物流有限公司を設立。
- 2012年 - 鹿島地区初となる一般企業向けケミカルタンクターミナル「鹿島タンクターミナル」を竣工。
- 2015年 - 日本電産系列の「日本電産ロジスティクス」の株式を取得しグループ会社化した上で「丸全電産ロジスティクス」と社名変更。